# 莉莉·金
莉莉·金（英語：Lilly King，1997年2月10日—），生于印第安纳州埃文斯维尔，美国女子游泳运动员，擅长蛙泳。在2016年里约奥运会上，她获得100米蛙泳和4×100米混合泳接力这两个项目的金牌，其中在100米蛙泳比赛期间，她批评同样参与该项目的俄罗斯选手露莉亚·伊菲莫娃曾服用禁药，并不断发表针对伊菲莫娃的讽刺性言论，引发争议。在一年后的布达佩斯游泳世锦赛上，她斩获四枚金牌，并打破了50米蛙泳和100米蛙泳的世界纪录。

## 早年生活
莉莉·金在印第安纳州埃文斯维尔长大，她的父亲曾是印第安纳州立大学田径队队员，她的母亲则曾是东肯塔基大学游泳队队员。莉莉·金的弟弟同样也是游泳选手。莉莉·金曾就读FJ Reitz高中，该高中的游泳队和其他五所高中的游泳队共用一个泳池。莉莉·金当时是所有在泳池内训练的选手中表现最好的。

## 运动生涯
莉莉·金就读于印第安纳大学，并代表该大学校队参加比赛。在2016年NCAA决赛中，她获得了女子100码蛙泳和女子200码蛙泳的冠军。她也凭借这一表现获年度十大泳手提名，并赢得年度十大新生运动员等奖项。
莉莉·金参加的第一个国际主要赛事是2016年里约奥运。她在该届奥运参加女子100米蛙泳、女子200米蛙泳和女子4×100米混合泳接力三个项目。在最先进行的女子100米蛙泳项目预赛中，她以1分5秒78的成绩排名第一晋级半决赛。在第二组半决赛进行前，她在休息室里偶然透过电视屏幕看到了在第一组半决赛中获得头名的俄罗斯选手露莉亚·伊菲莫娃摆出了第一的手势，见此情景，她以对着电视屏幕摆出同样的手势予以还击，在随后的第二组半决赛中，莉莉·金以1分5秒70的成绩第一个到达终点，这一成绩比伊菲莫娃的半决赛成绩快0.08秒。伊菲莫娃曾于2013年因DHEA而被禁赛16个月，2016年她还因米屈肼呈阳性险些遭到禁赛。半决赛结束后莉莉·金接受媒体采访时批评伊菲莫娃曾服用禁药，她称：“你曾因吃药被抓，却还摆出了第一的手势……我可不是一个粉丝。”。翌日，莉莉·金以破奥运纪录的成绩击败伊菲莫娃夺冠。颁奖仪式上，莉莉·金并未与伊菲莫娃握手，而在赛后的记者发布会上，她也重申自己不支持曾有禁药史的运动员参加奥运。
在之后进行的女子200米蛙泳半决赛上，莉莉·金表现平平，仅在所有选手中位列第12名，无缘决赛。而在最后一个比赛日进行的女子4×100米混合泳接力项目上，她和队友合作，帮助美国队在该项目上实现卫冕。
2017年，莉莉·金首次参加世界长池游泳锦标赛。她参加的第一个项目是女子100米蛙泳，在该项目上她以1分4秒13的成绩打破世界纪录并夺得冠军。之后，她又在混合4×100米混合泳接力项目上联同队友马特·格雷弗斯、凯勒布·德莱赛尔和西蒙娜·曼努埃尔打破该项目世界纪录并获得金牌。在7月28日进行的女子200米蛙泳决赛上，她以2分22秒11的成绩无缘奖牌，这也是她唯一一个未获奖牌的项目。在最后一个比赛日中，她又斩获两金，首先她在女子50米蛙泳项目上打破世界纪录并夺得冠军，随后她又与队友合作再以破世界纪录的成绩获得女子4×100米混合泳接力项目的冠军。
2019年7月，莉莉·金前往韩国光州，第二次出战长池游泳世锦赛。在第一个项目女子100米蛙泳上，她游出1分4秒93的成绩，成功卫冕该项目冠军。一天后，她联同队友出战男女混合4×100米混合泳接力，最终美国队以0.02秒的劣势不敌澳大利亚队获得亚军。在之后进行的女子200米蛙泳项目预赛中，莉莉·金因比赛时泳姿不符标准而被取消成绩。在最后一个比赛日，她再斩获两金，首先她在女子50米蛙泳项目上以29秒84实现卫冕，之后她联同队友在女子4×100米混合泳接力上以破世界纪录的成绩再次夺冠。

## 外部連結
- 莉莉·金[]在美国游泳队官方网站的介绍页面
- 莉莉·金 （页面存档备份，存于）在美国奥林匹克委员会官方网站的介绍页面

| 紀錄                                                                             | 紀錄 | 紀錄                                                               |
| -------------------------------------------------------------------------------- | --- | ------------------------------------------------------------------ |
| 前任： 莱塞尔·琼斯                                                               | 女子100米蛙泳奥运纪录保持者 2016年8月8日至2021年7月25日 | 繼任： 塔恰娜·斯洪马克                                             |
| 前任： 魯塔·美露泰                                                               | 女子50米蛙泳世界纪录保持者（长池） 2017年7月30日至2021年5月22日 | 繼任： 贝妮代塔·皮拉托                                             |
| 前任： 魯塔·美露泰                                                               | 女子100米蛙泳世界纪录保持者（长池） 2017年7月25日至今 | 繼任： -                                                           |
| 前任： 蜜茜·富兰克林、丽贝卡·索尼 达娜·沃尔默、艾莉森·施米特 （2017年7月30日前） | 女子4×100米混合泳接力世界纪录保持者（长池） （2017年7月30日：凯瑟琳·贝克、莉莉·金、凯尔茜·沃雷尔、西蒙娜·曼努埃尔） （2019年7月28日：丽根·史密斯、莉莉·金、凯尔茜·戴利亚、西蒙娜·曼努埃尔） 2017年7月30日至2019年7月28日 2019年7月28日至今 | 繼任： -                                                           |
| 前任： 瑞安·墨菲、凯文·柯德斯 凯尔茜·沃雷尔、马洛丽·科默福德                     | 男女混合4×100米混合泳接力世界纪录保持者（长池） （马特·格雷弗斯、莉莉·金、凯勒布·德莱赛尔、西蒙娜·曼努埃尔） 2017年7月26日至2020年10月1日                                                                                                  | 繼任： 徐嘉余、闫子贝 张雨霏、杨浚瑄                               |
| 前任： 米尔·尼尔森、丽克·默勒·彼泽森 珍妮特·奥特森、佩妮莱·布卢默                | 女子4×50米混合泳接力世界纪录保持者（短池） （Alexandra Margaret de Loof、莉莉·金、凯尔茜·沃雷尔、Katrina Konopka） 2016年12月7日至2018年12月12日                                                                                           | 繼任： 奥利维娅·斯莫利加、凯蒂·梅里 凯尔茜·戴利亚、马洛丽·科默福德 |